# Les Sept Péchés capitaux (1962)
Les Sept Péchés capitaux is een Franse anthologiefilm uit 1962 onder regie van onder meer Edouard Molinaro, Jean-Luc Godard, Jacques Demy, Roger Vadim, Philippe de Broca en Claude Chabrol. 

## Verhaal
Op de kermis staat een kraam met poppen, die de zeven hoofdzonden voorstellen. Terwijl de kermisklanten naar de poppen gooien, vertelt de exploitant van de attractie verhalen die de zonden illustreren.

## Rolverdeling
| Acteur                 | Personage          |
| ---------------------- | ------------------ |
| Marie-José Nat         | de jonge vrouw     |
| Danièle Barraud        | Suzon              |
| Jean-Pierre Cassel     | Raymond            |
| Jacques Charrier       | Antoine            |
| Claude Rich            | Armand             |
| Sacha Briquet          | Harry              |
| Jean-Claude Brialy     | Arthur             |
| Dany Saval             | Rosette            |
| Claude Brasseur        | Riri               |
| Geneviève Casile       | Rita Gerly         |
| Jean Murat             | Duchemin           |
| Jacques Monod          | Jasmin             |
| Georges Wilson         | Valentin           |
| Marcelle Arnold        | Echtgenoot         |
| Paul Préboist          | Postbode           |
| Magdeleine Bérubet     | Schoonmoeder       |
| Jean-Louis Trintignant | Bernard            |
| Jean Desailly          | Vader van Bernard  |
| Micheline Presle       | Moeder van Bernard |
| Laurent Terzieff       | Paul               |
| Eddie Constantine      | zichzelf           |
| Jean-Pierre Aumont     | de echtgenoot      |
| Sami Frey              | de minnaar         |
| Marina Vlady           | Catherine          |